# هرمون مطلق لموجهة القشرة
هرمون مطلق لموجهة القشرة (اختصارًا CRH) هو هرمون عديد ببتيد وناقل عصبي يشارك في الاستجابة للكرب. مهمته الرئيسية هي تحفيز تصنيع الهرمون الموجه لقشر الكظر (ACTH) النخامية ويعتبر عنصراً رئيسياً في المحور الوطائي-النخامي-الكظري. كما يُعتقد أنه يعمل ناقلًا عصبيًا بين مختلف أجزاء الدماغ. يتكون هذا الهرمون من 41 حمضًا أمينيًا مشتقةً من ببتيد سابق هرموني (prohormone) يتكون من 196 حمضًا أمينيًا.
يفرز هذا الهرمون من النواة الوطائية المجاورة للبطين الموجود تحت المهاد، ويكون إفرازه استجابة للضغوط النفسية أو الجسدية. يعتقد أن الاضطرابات في إفراز هذا الهرمون له علاقةً بحالات الاكتئاب ومرض آلزهايمر وأمراضٍ أخرى مثل داء باركنسون. كما أن العوز الشديد لهذا الهرمون يؤدي إلى مضاعفات خطيرة مثل هبوط السكر والتهاب الكبد.
هناك على الأقل نوعان من المستقبلات لهذا الهرمون CRF1 , CRF2. بالإضافة إلى مهاد المخ، يفرز هذا الهرمون أيضاً من المشيمة ويعتبر أحد محفزات الوضع.